# Hoddlesden
Hoddlesden är en by i Blackburn with Darwen, Lancashire i England. Byn är belägen 46,4 km 
från Lancaster. Orten har 1 192 invånare (2016).